# ماكس هوركهايمر
ماكس هوركهايمر (بالألمانية: Max Horkheimer) (1895-1973) فيلسوف وعالم اجتماع ألماني، اشتهر بمجهوداته في النظرية النقدية كعضو في مدرسة فرانكفورت الفلسفية للأبحاث الاجتماعية، أهم أعماله: بين الفلسفة والعلوم الاجتماعية'(1930- 1938) , خسوف العقل 1947و بالاشتراك مع تيودور أدورنو ألف كتاب جدل التنوير ( 1947) .

ساهم كعضو في مدرسة فرانكفورت في التخطيط والدعم لعدد من الأعمال الفكرية للمدرسة والتنبيه لها. ترأس معهد العلوم الاجتماعية بجامعة فرانكفورت في 1931 و ساهم في تغيير سياسته من الاهتمام بالقضايا العمالية إلى النظرية النقدية والفلسفة الاجتماعية، طرد من عمله في جامعة فرانكفورت بعد وصول هتلر للحكم في ألمانيا، بعد سقوط الحكم النازي عاد من الولايات المتحدة ليعيد تأسيس المعهد وترأسه حتى عام 1969.

## حياته

### النشأة
ولد هوركهايمر في مقاطعة زوفنهاوزن في شتوتغارت 1895 ، التي كانت في ذلك الوقت عاصمة مملكة ويرتنبيرغ ضمن الإمبراطورية الألمانية، وهو الابن الوحيد لعائلة يهودية أورثوذكسية، بضغوطات من والده الذي أراد له أن يشرف على أعمال الأسرة، ترك هوركهايمر المدرسة الثانوية في سن السادسة عشرة وعمل في مصنع والده، في العام 1916 و ترك العمل مع اندلاع الحرب العالمية الأولى .

### تعليمه
التحق عقب الحرب العالمية الأولى بجامعة ميونخ حيث درسَ الفلسفة وعلم النفس ، بعد الجامعة انتقل هوركهايمر إلى فرانكفورت حيث درس تحت إشراف هانز كورنيليوس، وهناك التقى ب تيودور أدورنو الذي سيقيم معه علاقة صداقة دائمة وتعاون مثمر، في 1922 نال درجة الأستاذية عن أطروحة عن فكر إيمانويل كانط تحت إشراف هانز كورنيليوس. وتم تعيينه أستاذا مشاركا بالجامعة في العام التالي.

### مساهماته مع معهد البحوث الاجتماعية
تم انتخاب هوركهايمر لإدارة معهد البحوث الاجتماعية بعد أن غادره كارل غرونبيرغ في 1930 ، و في السنة ذاتها شغل هوركهايمر كرسي الفلسفة الاجتماعية بجامعة فرانكفورت، وفي السنة التالية بدأ إصدار دورية معهد البحوث الغجتماعية التي ترأس هوركهايمر تحريرها. ساهم هوركهايمر في رسم المسار الفكري للمعهد باقتراح برنامج أبحاث مشتركة موجهة تجاه شريحة غجتماعية معينة ( الطبقة العاملة ) مما سيساهم في تسليط الضوء على مشكلة العلاقة بين التاريخ والمنطق، هدف المعهد إلى دمج أفكار كارل ماركس وسيجموند فرويد . حاولت مدرسة فرانكفورت صنع توليفة من الأبنية المفاهيمية للمادية التاريخية والتحليل النفسي . .

قام النظام النازي بسحب شهادة التأهيل لدرجة الأستاذية من هوركهايمر نسبة للطبيعة الماركسية لأفكار معهد فرانكفورت بالإضافة لكون كثير من أعضاء مدرسة فرانكفورت من أصول يهودية، نتيجة لذلك اغلق المركز موقعه في ألمانيا في 1938 . و هاجر هوركهايمر إلى سويسرا، ومنها إلى الولايات المتحدة في العام التالي، وهناك التقى بمدير جامعة كولومبيا ليعرض عليه استضافة المعهد. و قد وافق المدير على استضافة المعهد ومنح هوركهايمر مبنى ليشغله المعهد.
في 1940 انتقل هوركهايمر إلى لوس أنجلس، كاليفورنيا ليلتقي أدورنو، وقد أثمر تعاونهما عن كتاب جدل التنوير، في السنوات التالية لم ينشر هوركهايمر الكثير ولكنه استمر في تحرير درسات في الفلسفة والعلوم الاجتماعية لمدورية معهد البحوث الاجتماعية، بعد نهاية الحرب العالمية الأولى عاد إلى ألمانيا وأعاد فتح معهد العلوم الاجتماعية 1950 ، و في الفترة من 1951 إلى 1953 شغل منصب رئيس جامعة فرانكفورت، وتنحى عن رئاسة معهد البحوث الاجتماعية وأخذ موقعا أصغر في المؤسسة، بينما شغل أدورنو موقع الرئيس، وينظر إلى هوركهايمر كأحد أكثر رؤساء المعهد تأثيراً.

### سنواته الأخيرة
واصل التدريس في جامعة فرانكفورت حتى تقاعده في منتصف الستينات من القرن العشرين، عاد إلى الولايات المتحدة في 1954 و 1959 ليلقي المحاضرات كأستاذ زائر في جامعة شيكاغو، توفي في 1973 و دفن في مقبرة اليهود في بيرن سويسرا.

## كتب مختارة
- Authority and the Family (1936)
- Traditional and Critical Theory (1937)
- جدل التنوير (1947) – with تيودور أدورنو (ردمك 978-0-8264-0093-2)
- خسوف العقل (1947) (orig. 1941 "The End of Reason" Studies in Philosophy and Social Sciences Vol. IX) (ردمك 978-1-4437-3041-9)
- Egoism and the Freedom Movement
- The Longing for the Totally Other
- Critique of Instrumental Reason (1967) (ردمك 978-0-8264-0088-8)
- Critical Theory: Selected Essays (1972) (ردمك 978-0826400833)
- Dawn & Decline (1978) (ردمك 978-0-8164-9329-6)
- His collected works have been issued in German as Max Horkheimer: Gesammelte Schriften (1985–1996). 19 volumes, edited by ألفريد شميدت and Gunzelin Schmid Noerr. S. Fischer Verlag, Frankfurt am Main.

اهتم هوركهايمر بعد التحاقه بمدرسة فرانكفورت بالانفتاح على افاق معرفية أخرى كالفرودية و التأويلية ، و بجوانب ثقافية و ايديولوجيا ظهرت مع التحولات التي انتابت المانيا و اوروبا و الغرب ، اي اهتم بتحليل البنى الاجتماعي و الاقتصادية و الثقافية للمجتمع الغربي.
```
بعد مغادرته لاروبا نحو الولايات المتحدة الأمريكية تاثرت أفكاره بالراسمالية القوية السائدة هناك.
بحث في السمات المشتركة بين النظامين الاشتراكي و الراسمالي ، استنتج ان الفرد يفتقد إلى حريته الطبيعية حيث يجسدان في الوقت نفسه استبداد الدولة، فأنتجا معا ما يطلق عليه (الدولتية الكاملة). 
انتقد هذه الوضعية بشكل اشمل ، كفلسفة للعلم فكان نقده موجها الى كافة صور النزعة العلمية المالية . 
تهدف نظريته النقدية إلى تحقيق المصلحة الاجتماعية في تنظيم علاقات الانتاج بما يحقق تطابق العقل مع الواقع و تطابق مصلحة الفرد مع الجماعة.
```

## وصلات خارجية
- ماكس هوركهايمر على موقع الموسوعة البريطانية (الإنجليزية)
- ماكس هوركهايمر على موقع مونزينجر (الألمانية)
- ماكس هوركهايمر على موقع ديسكوغز (الإنجليزية)

1. 1 2  Encyclopædia Britannica | Max Horkheimer (بالإنجليزية), QID:Q5375741
2. 1 2  Discogs | Max Horkheimer (بالإنجليزية), QID:Q504063
3. 1 2  Frankfurter Personenlexikon | Max Horkheimer، QID:Q39845173
4. 1 2  Brockhaus Enzyklopädie | Max Horkheimer (بالألمانية), OL:19088695W, QID:Q237227
5. 1 2  Gran Enciclopèdia Catalana | Max Horkheimer (بالكتالونية), Grup Enciclopèdia, QID:Q2664168
6. 1 2  Internet Philosophy Ontology project | Max Horkheimer (بالإنجليزية), QID:Q6023365
7. ↑  Proleksis enciklopedija | Max Horkheimer (بالكرواتية), QID:Q3407324
8. 1 2  Большая советская энциклопедия: [в 30 т.] (بالروسية) (3rd ed.), Москва: Большая российская энциклопедия, 1969, Хоркхаймер Макс, OCLC:14476314, QID:Q17378135
9. ↑  Alfred Schmidt (1993). Der Begriff der Natur in der Lehre von Marx (بالألمانية) (4th ed.). Hamburg: Europäische Verlagsanstalt. p. 207. ISBN:978-3-434-46209-5. OL:12705753M. QID:Q17379563.
10. ↑  BeWeB، QID:Q77541206
11. ↑  مقال عن هوركهايمر [وصلة مكسورة] نسخة محفوظة 12 ديسمبر 2013 على موقع واي باك مشين.